# Кириаки Малама
Кириаки Йоани Малама (на гръцки: Κυριακή Ιωάννη Μάλαμα) е гръцка актриса и политик, депутат Коалицията на радикалната левица (Сириза).

## Биография
Родена е на 2 ноември 1961 година в халкидическото село Сикия. Сестра е на музиканта Сократис Маламас.
Работи няколко години в ERT3, а от 1983 до 2013 година участва в театрални представления. Получавала е различни награди за документални и други продукции.
Член-основател е на Дружеството на гръцките режисьори, както и на движението срещу добива на метал на Халкидики. На местните избори през 2010 година е кандидат за кмет на Ситония, като получава 840 гласа (9,57%). Членка е на Централния комитет на Сириза от октомври 2016 година, като е избрана с 271 гласа.
Участва в европейските избори през 2019 година, като получава 38 107 гласа, но не успява да бъде избрана. На парламентарните избори през 2019 година е кандидатка в избирателния район Халкидики, като е избрана с 3636 гласа.